# Grand Prix Júnior de Patinação Artística no Gelo na Sérvia
O Grand Prix Júnior de Patinação Artística no Gelo na Sérvia (muitas vezes intitulado: Belgrade Sparrow) é uma competição internacional de patinação artística no gelo de nível júnior. A competição é organizada pela União Internacional de Patinação (ISU), e disputada no outono, em alguns anos, como parte do Grand Prix Júnior de Patinação Artística no Gelo.

## Edições
| Ano  | Edição               | Cidade sede          | Júnior               | Júnior               | Júnior               | Júnior               | Ref                  |
| Ano  | Edição               | Cidade sede          | M                    | F                    | P                    | D                    | Ref                  |
| ---- | -------------------- | -------------------- | -------------------- | -------------------- | -------------------- | -------------------- | -------------------- |
| 2002 | 1.ª                  | Belgrado             | •                    | •                    | •                    | •                    | [ 1 ]                |
| 2003 | Não houve competição | Não houve competição | Não houve competição | Não houve competição | Não houve competição | Não houve competição | Não houve competição |
| 2004 | 2.ª                  | Belgrado             | •                    | •                    | •                    | •                    | [ 2 ] [ 3 ]          |

## Lista de medalhistas

### Individual masculino
| Evento                   | Ouro                       | Prata                            | Bronze                         |
| Belgrado 2002 (detalhes) | Shawn Sawyer · Canadá      | Wesley Campbell · Estados Unidos | Song Choi Ri · Coreia do Norte |
| 2003                     | Não houve competição       | Não houve competição             | Não houve competição           |
| Belgrado 2004 (detalhes) | Christopher Mabee · Canadá | Shaun Rogers · Estados Unidos    | Sergei Dobrin · Rússia         |

### Individual feminino
| Evento                   | Ouro                      | Prata                              | Bronze                     |
| Belgrado 2002 (detalhes) | Yukina Ota · Japão        | Adriana DeSanctis · Estados Unidos | Alima Gershkovich · Rússia |
| 2003                     | Não houve competição      | Não houve competição               | Não houve competição       |
| Belgrado 2004 (detalhes) | Laura Lepistö · Finlândia | Jane Bugaeva · Estados Unidos      | Signe Ronka · Canadá       |

### Duplas
| Evento                   | Ouro                                          | Prata                                            | Bronze                                           |
| Belgrado 2002 (detalhes) | Maria Mukhortova · Pavel Lebedev · Rússia     | Anastasia Kuzmina · Stanislav Evdokimov · Rússia | Amy Howerton · Steven Pottenger · Estados Unidos |
| 2003                     | Não houve competição                          | Não houve competição                             | Não houve competição                             |
| Belgrado 2004 (detalhes) | Julia Vlassov · Drew Meekins · Estados Unidos | Aaryn Smith · Will Chitwood · Estados Unidos     | Angelika Pylkina · Niklas Hogner · Suécia        |

### Dança no gelo
| Evento                   | Ouro                                     | Prata                                         | Bronze                                       |
| Belgrado 2002 (detalhes) | Oksana Domnina · Maxim Shabalin · Rússia | Mariana Kozlova · Sergei Baranov · Ucrânia    | Alexandra Zaretsky · Roman Zaretsky · Israel |
| 2003                     | Não houve competição                     | Não houve competição                          | Não houve competição                         |
| Belgrado 2004 (detalhes) | Anna Cappellini · Matteo Zanni · Itália  | Anastasia Gorshkova · Ilia Tkachenko · Rússia | Meryl Davis · Charlie White · Estados Unidos |